# アイラスカ
アイラスカ（伊: Airasca）は、イタリア共和国ピエモンテ州トリノ県にある、人口約3,700人の基礎自治体（コムーネ）。

## 地理

### 位置・広がり

#### 隣接コムーネ
隣接するコムーネは以下の通り。
- クミアーナ
- ノーネ
- ピシーナ
- スカレンゲ
- ヴォルヴェーラ

## 行政

### 分離集落
アイラスカには、以下の分離集落（フラツィオーネ）がある。
- Cascinette, Gabellieri, Vicendette